# جمعية زملاء الأعمال الدولية
جمعية دولية انشأت عام 1981 في أمريكا

وقد تأسست في اتلاتنا بالولايات المتحدة عام1981، وهي مؤسسة غير ربحية تضم450 رئيسا ومديرا تنفيذيا من مختلف دول العالم. 